# Suore missionarie della Regina degli Apostoli
Le Suore Missionarie della Regina degli Apostoli (in tedesco Missionsschwestern Königin der Apostel; sigla S.R.A.) sono un istituto religioso femminile di diritto pontificio.

## Storia
La congregazione deriva dalla Società missionaria dell'Immacolata Concezione, fondata nel 1893 da Antonius Maria Bodewig (1839-1915) con il fine di formare e inviare missionari in India; la Società venne soppressa dalla Santa Sede nel 1905, ma la comunità continuò a esistere sotto la direzione di Theodor Innitzer (1875-1955), futuro arcivescovo di Vienna e cardinale.
Il 1º luglio 1923 la congregazione venne restaurata con il nome di Società missionaria della Regina degli Apostoli, comprendente un ramo maschile (sciolto nel 1953) e uno femminile. L'istituto femminile ottenne il pontificio decreto di lode il 7 aprile 1949 e l'approvazione definitiva della Santa Sede il 29 febbraio 1964.

## Attività e diffusione
Le suore si dedicano all'educazione, all'assistenza ai poveri e agli ammalati e ad altre forme di apostolato.
La congregazione è presente in Europa (Austria, Germania, Slovacchia), in India, nelle Filippine e in Uganda; la sede generalizia è a Vienna.
Alla fine del 2015 la congregazione contava 972 religiose in 137 case.